# Садово-парковий туризм

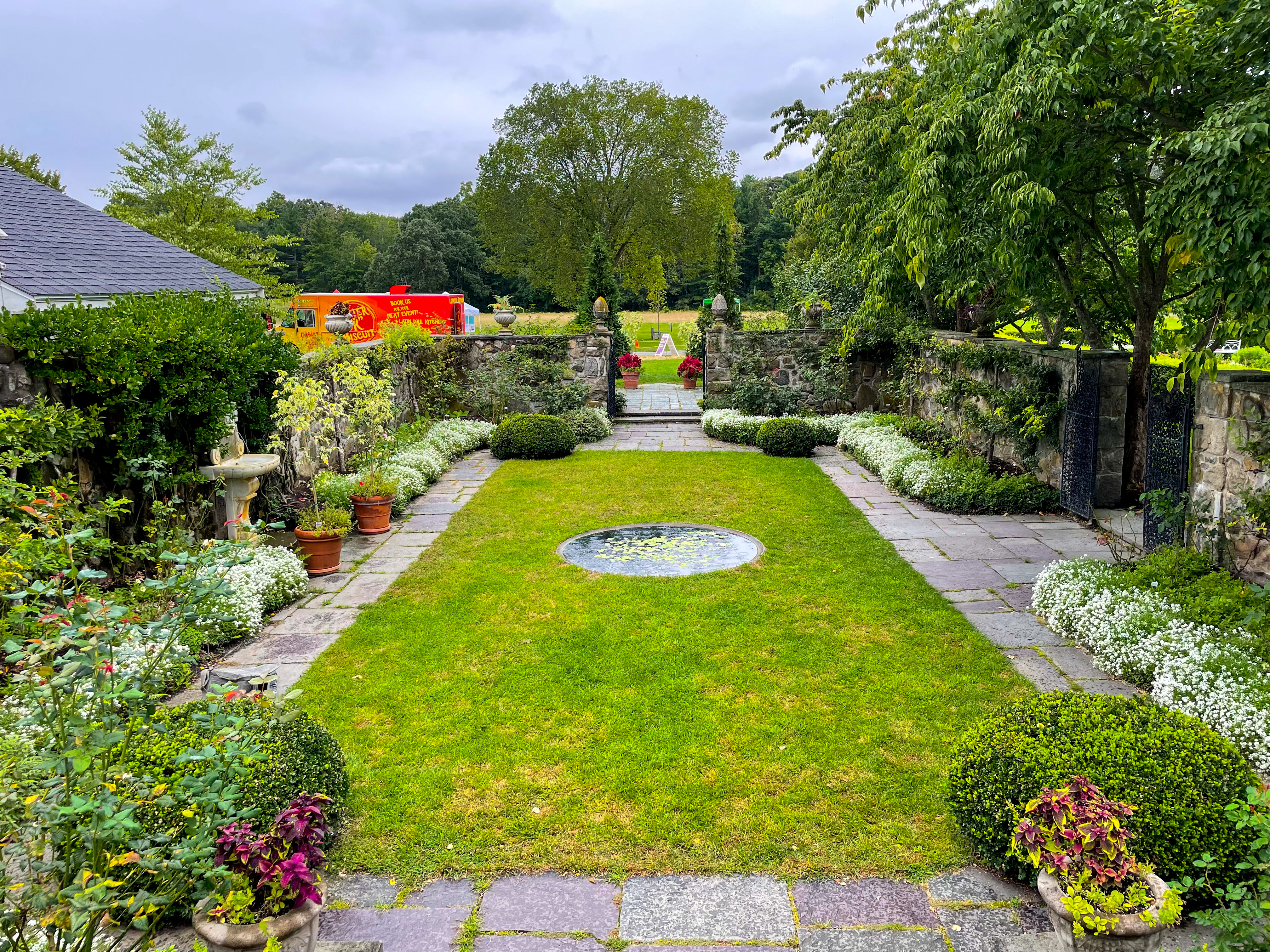
Сад на The_Stevens–Coolidge_Place, Північний Андовер, Массачусетс

Садово-парковий туризм (англ. Garden tourism) — це вид нішевого туризму, який передбачає відвідування відомих садів і парків, ботанічних садів, а також місць,  які мають важливу історичну, культурну, естетичну або природну цінність з метою відпочинку, освіти та ознайомлення з культурою та природою. Садово-парковий туризм також може включати в себе відвідування приватних садів, державних садів, садиб, дендропарків та інших місць, де можна насолодитися красою природи.
Поняття «сад» і «парк» часто бувають взаємозамінними, оскільки є досить близькі один до одного. Проте вони мають різні функції і є цілком самостійними об’єктами людської діяльності.
Садово-парковий туризм включає в себе відвівування таких видів садів:
- ботанічний сад;
- зимовий сад;
- фруктовий сад;
- плодовий сад;
- японський сад і його різновид - Сад каменів.
Також цей вид туризму включає відвідування таких типів парків:
- англійський парк;
- ботанічний парк;
- дендропарк;
- водний парк;
- зоологічний парк;
- лісопарк;
- національний парк;
- парк культури і відпочинку;
- парк розваг;
- природний парк;
- французький парк;
- приватний парк;
- етнокультурний парк.

### Найпопулярніші серед туристів сади світу
1. Сади і парк Версаля, Франція - сад, був побудований для Людовика XIV.
2. Незвичайний сад Cosmic Speculation, Великобританія
3. Сад Боболі, Італія, простягається від пагорба позаду палацу Пітті, є одним з найбільших і елегантних садів в італійському стилі. Його дизайн був використаний основою для всіх королівських садів у Європі, в тому числі Версаля.
4. Rikugien Garden, Японія - один з найпрекрасніших токійських садів, знаний як "сад 6 поем".
5. Сад Клода Моне, Франція.
6. The Butchart Gardens, США. Сад був закладений в 1904 родиною Бупіарт на місці кар'єру, де її чоловік добував вапняк, щоб облагородити знівечену територію.
7. Kirstenbosch Ботанічний Сад, Кейптаун, ПАР.
8. Yu Gardens, Китай. Сад був побудований в період династії Мін імператором Цзя Цзінь, і відновлений у 1960.
9. Меморіальний сад Лінкольна, США.
10. Exbury Gardens - Нью-Форест, Великобританія.
11. Голландія Keukenhof Gardens, Нідерланди.
12. Mirabel 1 Garden, Австрія.
13. Ryoan-ji Zen Garden, Японія.

### Найпопулярніші серед туристів парки світу
1. Центральний Парк (США, Нью-Йорк).
2. Гайд-парк (Великобританія, Лондон).
3. Англійський парк - один з найбільших міських парків у світі (Німеччина, Мюнхен).
4. Бельведер (Австрія, Відень).
5. Сан-Сусі (Німеччина, Потсдам), в. Чапультепек (Мексика, Мехіко).
7. Тюїльрі (Франція, Париж).
8. Літній сад (Росія, Петербург).
9. Парк скульптур Вігаланда (Норвегія, Осло).
10. Софіївка (Україна, Умань).

## Історія
Ймовірно, найдавнішими традиціями садового туризму є традиції Китаю та Японії. В обох країнах деякі храми мали знамениті сади, а в Китаї приватний сад можна було відвідати за невелику плату до 11 століття. В Індії можна було відвідати багато садів Великих Моголів навколо гробниць і мечетей, і в усьому ісламському світі деякі сади фактично були громадськими парками, відкритими для публіки, тоді як інші залишалися приватними.
У Європі в період раннього модерну для публіки або принаймні для тих, хто був респектабельно одягненим, було загалом можливо побачити значні частини садів королівського палацу, принаймні деякий час, тоді як інші території були «приватним садом» із суворо обмеженим доступом. У той же час засновувалися ботанічні сади, важливою частиною функції яких було приваблення відвідувачів. До 18 століття англійський «садовий тур» великими садами заміських будинків був добре встановленим, з путівниками та картами саду та спеціальними заїжджими дворами.
Багато туристів відвідують сади як частину ширшого маршруту чи одноразової поїздки, але кількість туристів, спрямованих на огляд серії садів, набагато менша. Садовий туризм такого роду залишається нішевим комерційним підприємством. У всьому світі існує обмежена кількість бутикових туроператорів, які пропонують відвідувачам екскурсії.

Для розвитку садового туризму необхідний надійний доступ. У Китаї, починаючи з династії Сун, відомі приватні сади, такі як Класичні сади Сучжоу (苏州园林), часто були відкриті для публіки або на "фестивалі та свята", або в певні сезони, або у певній комбінації цих двох способів. Іноді вимагалася оплата, хоча б для того, щоб кількість відвідувачів була контрольованою. Ситуація з численними величезними імператорськими садами менш зрозуміла, але багатьом відвідувачам вдавалося потрапити до них і записати свої враження.
Доступ до приватних японських садів, які, як правило, прилягають до частини будинку, був обмежений, і коли їх створювали, вони, здається, були призначені лише для еліти, гостей власника. Але сади, безумовно, створювалися для того, щоб демонструвати їх відвідувачам; "сад для прогулянок" з визначеним маршрутом і рекомендованими місцями для зупинок, щоб оцінити краєвид, є японською особливістю, яка пізніше з'явилася на Заході. Найкращі японські сади постійно і ретельно доглядаються і, ймовірно, виглядають так само, як і кілька століть тому, як і їхні аналоги в будь-якій іншій країні світу. У Китаї велика кількість відомих садів була відреставрована, і, ймовірно, їхній вигляд значно відрізняється від первісного. Натомість в Індії дуже мало старих садів зберегли свій первісний вигляд.
У Європі в садах королівських палаців дуже часто були зони, доступні для широкої публіки, якщо вона була ошатно вбрана, тоді як інші зони були доступні лише для придворних або лише для королівської сім'ї та запрошених ними осіб. Доступ, ймовірно, був простішим, коли сім'я не проживала в будинку. У найбільших приватних будинках, особливо за містом, були схожі домовленості; в обох випадках власники розглядали свої сади як вираження власного статусу і престижу. Власники великих заміських будинків, особливо віддалених від столиці, часто відвідували їх лише на короткий час, як правило, влітку, коли доступ може бути більш обмеженим.

## Садово-парковий туризм та література
Мішель де Монтень був одним із перших садово-паркових туристів, який записав свої враження від садів (близько 1580 р.). Джон Івлін також записував свої відвідини садів у Франції та Італії, як і Файнс Морісон. Меггі Кемпбелл-Калвер написала біографію Джона Івліна, спираючись на інформацію з парків і садів, в яких він бував, і описала дерева дуба як символ Івліна до вічнозелених рослин, яким він віддавав найбільшу перевагу.

## Англія та Уельс: схеми для благодійності
Спочатку садовий тур в Англії та Уельсі включав приватні сади та сади, які не приймали відвідувачів на регулярній основі за схемою Національних садів, коли "Сади Англії та Уельсу, відкриті для благодійності" ("Жовта книга") слугувала путівником для тих, хто бажав відвідати сади Англії та Уельсу. Перший випуск "Жовтої книги" був опублікований як додаток до британського журналу "Country Life" у 1931 році, після того, як Елсі Вагг з установи, що слугувала для районних медсестер, запропонувала основну ідею Національної схеми садів, в якій було поєднано благодійність та екскурсію по садах, коли садівництво було досить популярним у Великій Британії.
Рух за відкриття садів для благодійності поширився і на приватні сади, коли про нього було оголошено в 1927 році, і власники таких садів погодилися збирати 1 шилінг з кожного відвідувача, який вони жертвували на благодійність. 609 таких садів зібрали 8 000 фунтів стерлінгів, і в 1928 році заклад перейменували на Королівський інститут окружного медсестринства (пізніше - Королівський інститут медсестринства). Після публікації першої "Жовтої книги" участь у Програмі взяли 1 000 садів, і в 2015 році вони пожертвували 4,5 мільйона фунтів стерлінгів, починаючи з 1927 року. Власники приватних садів іноді робили пожертви на користь обраних ними благодійних організацій на суму до 40 000 фунтів стерлінгів.
З 1948 року, коли до програми "Національні сади" долучився Національний трест, садові тури розширювалися: Національний трест пропонував для екскурсій важливі сади, які вони реставрували та зберігали, а кількість відвідувачів зростала. Королівський інститут районного догляду за хворими запропонував їм кошти, що, в свою чергу, заохотило Траст працювати над додатковими садовими проектами. 2013 року "Жовту сторінку" було офіційно перейменовано на "Сади, які варто відвідати".
На початку 21 століття, маючи більш ніж 100-річну історію садових турів, Британія мала найбільшу кількість садів, відкритих для відвідування туристами: у 2013 році 3 700 садів були занесені до списку "Садів Англії та Уельсу, відкритих для благодійності", тоді як на Жовтій 3 500 садів були занесені до списку "Садів Англії та Уельсу, відкритих для благодійності".

## Сади та парки України XVIII-XIX століття
Під час монголо-татарської навали та наступного періоду їх панування художнє садівництво на території України повністю занепало, або збереглось на досить низькому рівні і то переважно в монастирях, в тому числі і Печерському, якому вже тоді належали значні земельні угіддя. В період звільнення від монголо-татарської залежності та окупації України Литвою, а потім і Польщею, стали виникати досить багаті маєтки, в яких почало відроджуватись і художнє садівництво.
Після утворення Російської імперії на території України з'явилось ще більше землевласників, що одержали крупні землеволодіння від російських імператорів та польських королів. В наслідок цього в Україні з'явились багаті люди, що часто відвідували не тільки свою столицю, але і різні зарубіжні країни, де вони вперше познайомились з великими містами та садово-парковим мистецтвом столиць багатьох країн світу. Повертаючись після цього в свої маєтки, ці багаті землевласники привозили з собою насіння та сіянці цікавих декоративних рослин і почали облагороджувати свої садиби, будуючи розкішні палаци та створюючи спочатку невеликі присадибні розважальні сади з декоративних рослин, величина та благоустрій яких цілком залежали від наявних ресурсів у їх власників.
Особливо активно розвивалось садово-паркове мистецтво в садибах землевласників України в XIX столітті. Майже в кожному районі чи волості в маєтках власників з'явились один другого кращі художні сади. Почалася навіть конкуренція між власниками на кращий і багатший сад. В результаті перед першою світовою війною майже всі маєтки мали свої розважальні сади або лісопарки, кількість яких в Україні очевидно досягла кількох тисяч.
На жаль в період після 1917 року, коли був проголошений лозунг "Мир хатам - війна палацам" майже всі маєтки в Україні були не націоналізовані, як це було в багатьох країнах під час революції, а просто розграбовані, спалені, знищені або сплюндровані. Високо художні та цінні в архітектурному відношенні палаци та будівлі були перетворені в груди розвалин, які потім ще кілька років розбирали і розтягували. Поміщицькі двори та економії, що могли б бути використаними для суспільства, також були знищені і розграбовані, а чудові та високохудожні сади і парки спустошені перетворились в пустирі, вони стали нічиїми або перейшли до місцевих колгоспів, радгоспів, шкіл-інтернатів, ПТУ або інших організацій.
В результаті після 1917 року в Україні настала нова "Велика Руїна" в тому числі і для художнього садівництва, в наслідок чого були знищені майже всі художні сади та садово-паркові комплекси, загальна кількість яких нараховувала більше тисячі одиниць, бо існуюча на той час ідеологія так званої "Пролетарської культури" вважала художні сади буржуазним пережитком капіталізму. Але не так давно знову виникає цікавість до старовинних парків та садів і була проведена їх інвентаризація. За даними І.С.Косенка зараз в Україні все ще нараховується близько 811 старих і запущених парків. З них державне значення мають лише 94 парки, а решта віднесено до парків місцевого значення. Найважливіші з цих парків описані І.О.Косарівським (1977). Нижче наводиться коротка характеристика найважливіших з цих парків.

### Список садів та парків України XVIII-XIX століття
- Уманський ландшафтний парк "Софіївка"
- Білоцерківський парк "Олександрія"
- Дендрологічний парк "Тростянець"
- Весело-Боковеньківський парк
- Алупкинський парк
- Лівадійський парк